# Ogliastro
Ogliastro (en cors Ogliastru) és un municipi francès, situat a la regió de Còrsega, al departament d'Alta Còrsega. L'any 1999 tenia 96 habitants.

## Demografia
| 1962 | 1968 | 1975 | 1982 | 1990 | 1999 |
| ---- | ---- | ---- | ---- | ---- | ---- |
| 206  | 218  | 148  | 100  | 78   | 96   |

## Administració
| Període   | Identitat               | Partit | Qualitat |  |
| --------- | ----------------------- | ------ | -------- |  |
| 2001-2008 | Jean Toussaint Morganti |        |          |  |